# タッチアンドゴー

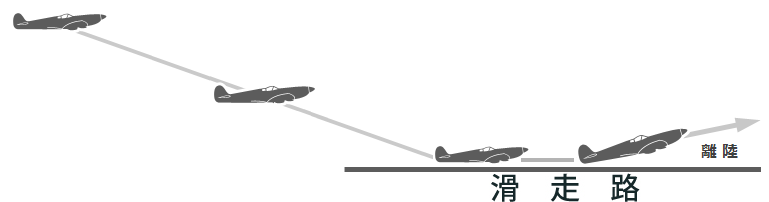
降着装置省略

タッチアンドゴー（英: Touch-and-go, Touch-and-go landing）とは、飛行機が着陸して一瞬車輪を滑走路に接触させたあと直ちに離陸する動作をいう。基礎飛行訓練科目であり、滑走路上での航空機操作行動の1つである。航空機を使用した飛行訓練時に学ぶ航空用語でもあり、同時に滑走路上で再び離陸体勢にならず完全停止状態になる行動も含まれ、着陸を行う滑走路の路面状況を判断するためにも使用される。

## 概要
通常、操縦士（訓練生）はトラフィックパターンと呼ばれる滑走路を中心とした左回り長方形の場周経路を旋回し訓練を行い、最終目標である滑走路へと着陸した後、続いて離陸体勢を取り再度加速し滑走路を離陸して行く。この場周経路は離陸、上昇、旋回、水平飛行、降下、着陸と航空機を操縦するにおいて全ての操作が含まれているため、これを幾度も繰り返す事により航空機の挙動や特性、航空法規や無線技術などを習得する上で非常に有効であり、一般的に飛行訓練では必ず行われている。
イギリスではサーキット アンド バンプス（イギリス英語: Circuits And Bumps）とも呼ばれている。
なお、2007年3月13日に発生した全日空機高知空港胴体着陸事故では、ノーズ・ランディング・ギアが出ず、タッチアンドゴー時の衝撃を利用してギアを降ろす試みがされた。

### 標準手順
ベースレグを90度最終旋回しファイナルに入ると同時にタッチアンドゴーもしくは停止を宣言する。
- タッチアンドゴー - 着陸後に素早く離陸体勢に入り再度離陸する。
- フルストップ - タッチアンドゴーを終了し、通常着陸をする。

### 航空母艦上でのタッチアンドゴー

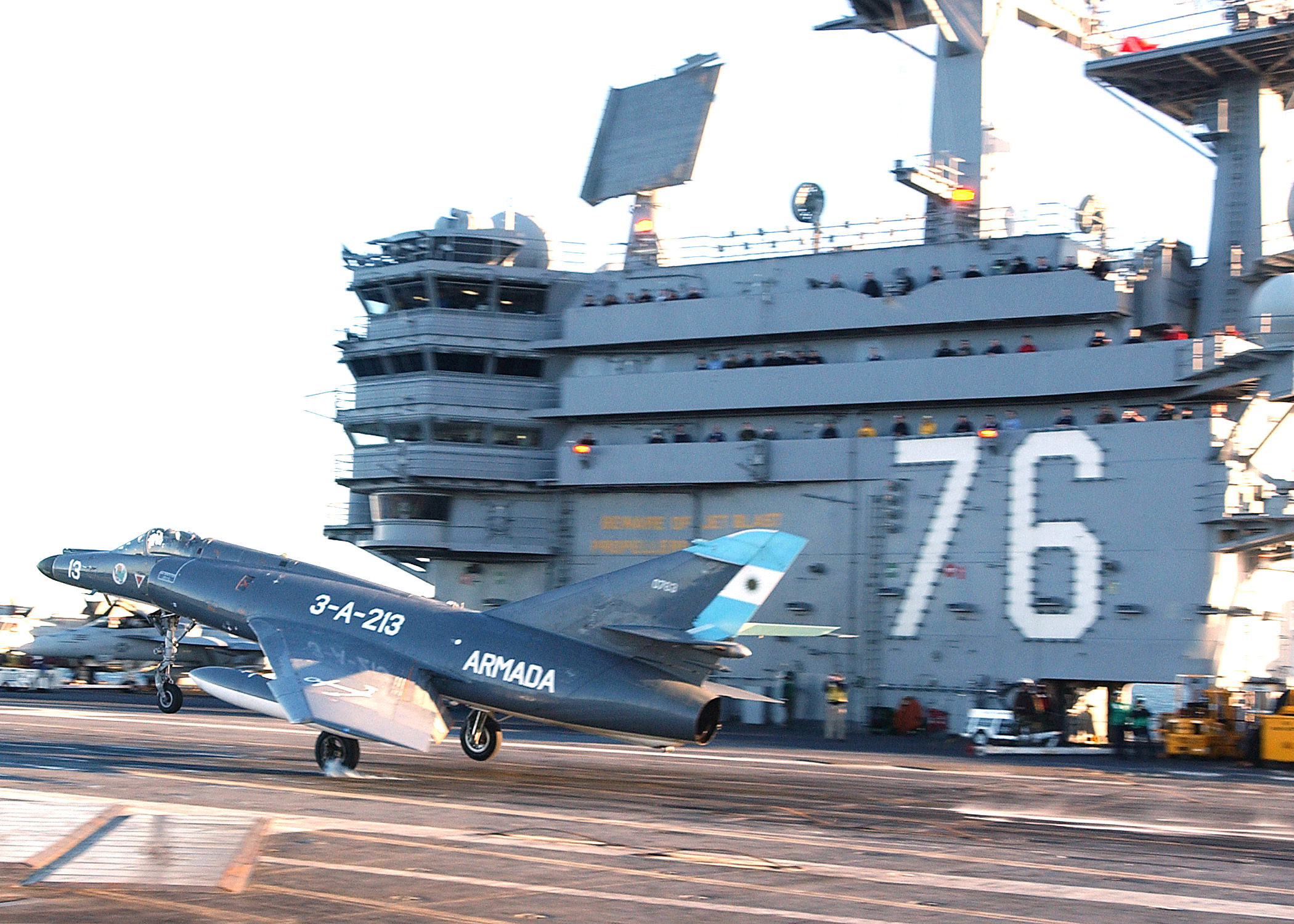
ロナルド・レーガン でのタッチアンドゴーの飛行訓練

## タッチアンドゴー訓練時の事故
- 全日空機下地島オーバーラン事故